# Rząd Jana Stefana Krukowieckiego
17 sierpnia 1831 roku prezesem Rządu Narodowego Królestwa Polskiego został Jan Stefan Krukowiecki, który pełnił tę funkcję do 7 września 1831 r.
- Jan Stefan Krukowiecki – prezes
- Bonawentura Niemojowski – zastępca prezesa
- Antoni Gliszczyński – minister spraw wewnętrznych i policji
- Teodor Morawski – minister spraw zagranicznych
- Franciszek Morawski – minister wojny
- Franciszek Lewiński – minister sprawiedliwości
- Kajetan Garbiński – minister wyznań i oświecenia publicznego
- Leon Dembowski – minister skarbu
- Andrzej Antoni Plichta – sekretarz generalny, koordynator prac rządu